# Liz McDaid
Liz McDaid, (1960) es una activista medioambiental  sudafricana que es la "líder de justicia ecológica" del Instituto Ambiental de las Comunidades de Fe del Sur de África (SAFCEI). En  1918 recibió el Premio Medioambiental Goldman para la región africana, que reconoce la defensa de la naturaleza y el medioambiente.

## Trayectoria
Liz McDaid es una científica,  maestra y educadora de adultos, con una Maestría en Cambio Climático y Desarrollo de la Universidad de Ciudad del Cabo. 
Liz McDaid es una activista medioambiental sudafricana que ha desarrollado su activismo teniendo como nexo de unión la energía, la pobreza y la comunidad, teniendo como uno de sus objetivos la gobernanza ética y participativa. 
Ha tenido una participación activa apoyando y dirigiendo grupos de la sociedad civil para conseguir concienciar a la sociedad y los gobernantes de la necesidad de la justicia energética y la lucha contra la pobreza energética. 
Liz McDaid fue una de las fundadoras de The Green Connection, que lucha por garantizar que el crecimiento y el desarrollo económicos sean sostenibles, si olvidarse de las implicaciones sociales de sensibilización y adaptación al cambio climático.
Ha trabajado en el Instituto Ambiental de las Comunidades de Fe de África Meridional (SAFCEI), como líder de Eco-Justicia, donde inició la campaña contra el acuerdo nuclear ente Rusia y Sudáfrica, acuerdo que fue parado por los tribunales de justicia.  

## Premios y reconocimientos
Junto con Makoma Lekalakala, recibió el Premio Ambiental Goldman 2018 para la región africana, conocido como el Nobel ambiental, por su trabajo en el uso de los tribunales para detener un acuerdo nuclear entre Rusia y Sudáfrica. 
El 26 de abril de 2017, el Tribunal Supremo del país africano dictaminó que este programa era inconstitucional. El Jurado de los Premios Goldman consideró la resolución judicial de «una histórica victoria legal que protegió a Sudáfrica de una expansión nuclear sin precedentes y de la consiguiente producción de desechos radiactivos».
En 2018, McDaid y Lekalakala  también recibieron el Nick Steele Memorial Award por el trabajo llevado a cabo y ganar un caso judicial crucial para parar los planes del gobierno sudafricano de proceder con un programa nacional de construcción nuclear y  detener un plan nuclear millonario del Gobierno del expresidente Jacob Zuma (2009-2018).
McDaid es actualmente Jefe de Energía en la Organización para Revertir el Abuso Fiscal.

Tanto la energía nuclear como el carbón son tecnologías anticuadas que hay que dejar atrás. África tiene una oportunidad fantástica de dejar fuera estas técnicas sucias y entrar en el mundo de las renovables, expresó McDaid.